# TERA

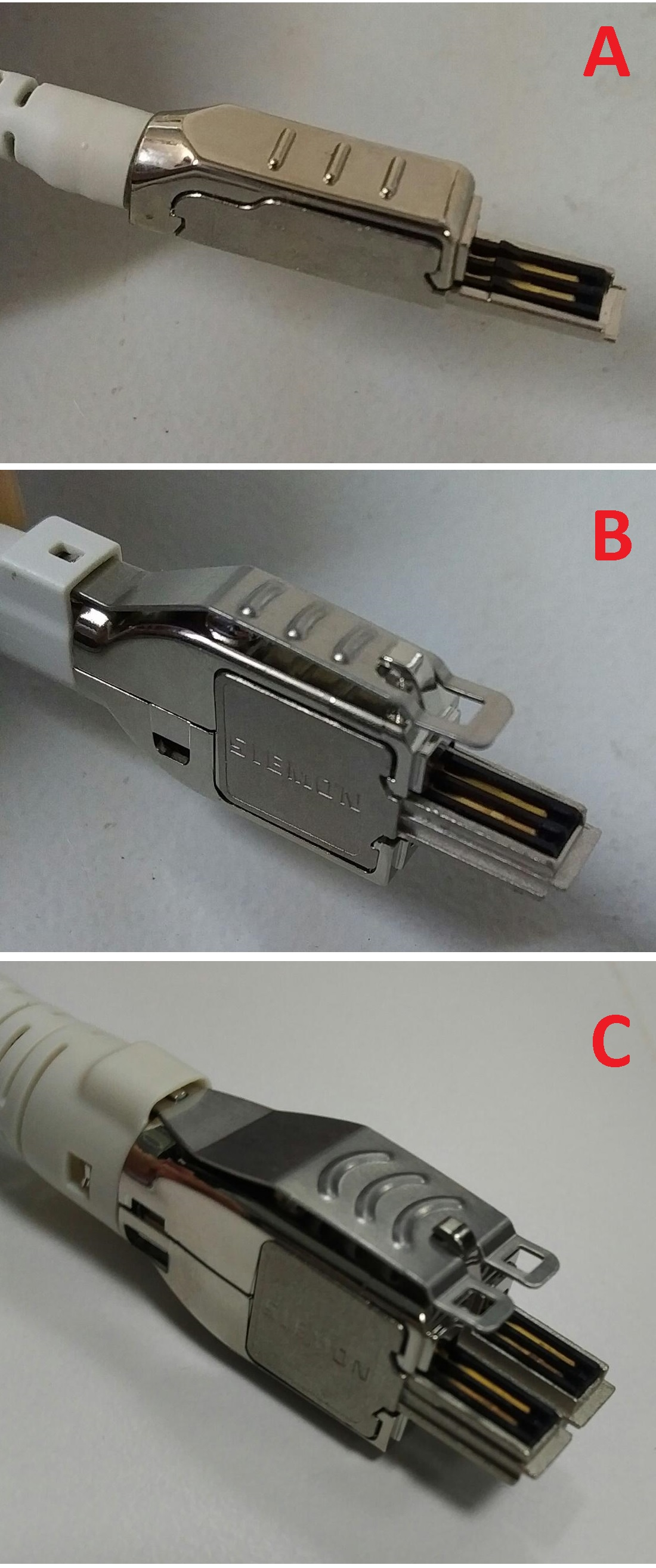
TERAコネクターを使えば、シングル、ダブル、4ペアの異なるパッチコードを用いてリンクを分離することができる

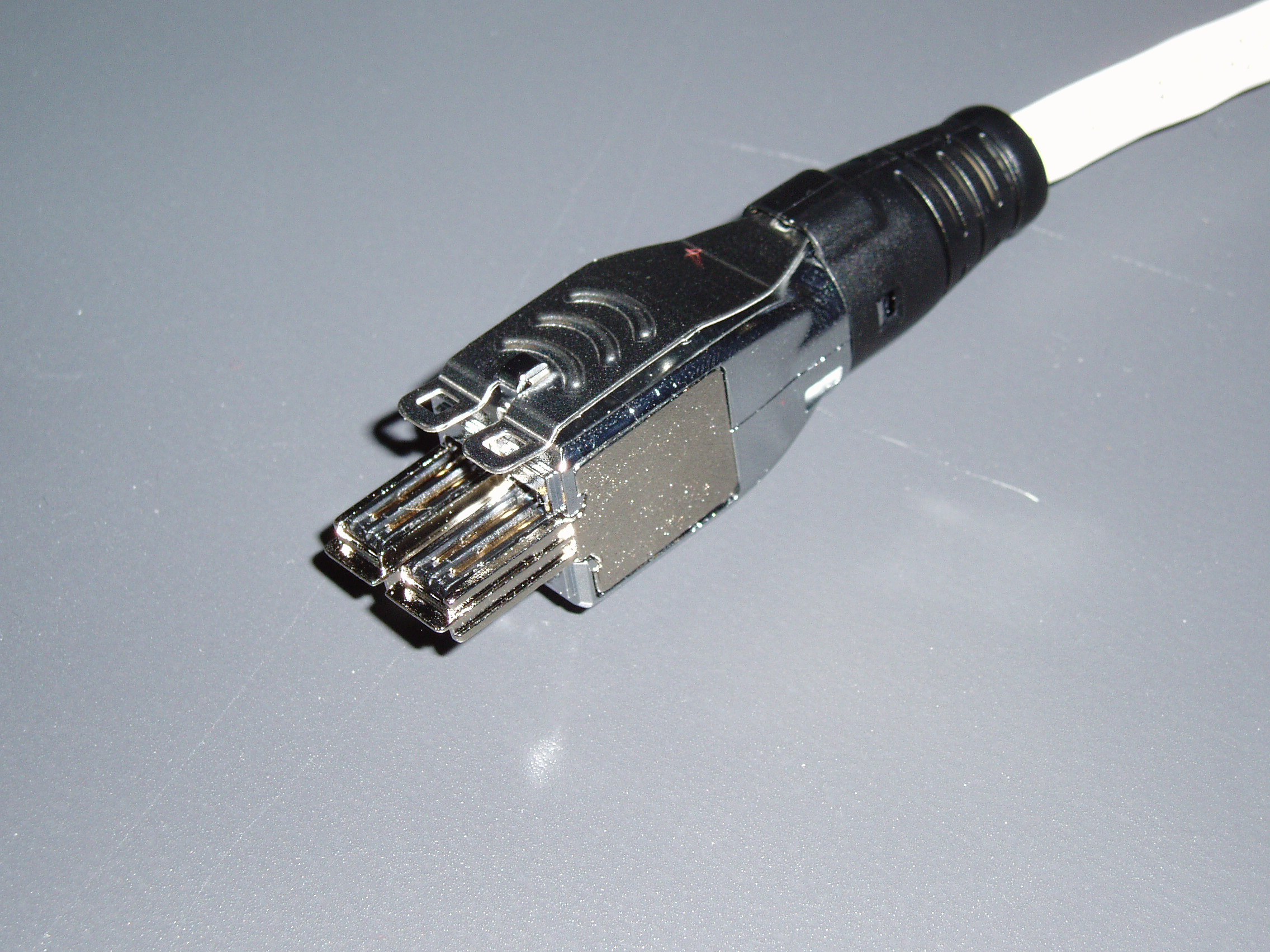
TERA-Connector

TERAは、カテゴリー7向けに作られたシールデッド・ツイストペア・コネクタである。シーモン社 (The Siemon Company) によって開発され、2003年にIEC 61076-3-104として標準化された。
最新の改訂（2006年）では、周波数特性の上限が1000 MHzまで引き上げられ、カテゴリー7ケーブル/Class Fに対応する。
このコネクタは、もっともよく使われているRJ-45（8P8C）とは形状が異なる。
TERAとはまた、SOHO (Small Office Home Office) でのブロードキャストコミュニケーションテクノロジー（BCT）の標準でもある。このコネクタは、単一の線でビデオや音声、データなどの伝送を行うことができるようになっている。